# Бурдюг (роз'їзд)
Бурдю́г — залізничний Зупинний пункт Івано-Франківської дирекції Львівської залізниці.
Розташований за 1 км від села Бурдюг та за 2 км від села Бузовиця Кельменецького району Чернівецької області на неелектрифікованій лінії Кельменці — Сокиряни між станціями Ларга (13 км) та Васкауци (21 км).
Поруч зі станцією пролягає автошлях Р63. На платформі Бурдюг не зупиняються приміські потяги сполученням Чернівці — Сокиряни.
Бурдюг був відкритий у 1893 році, під час будівництва лінії Чернівці — Ларга — Сокиряни. Раніше існувало дві колії на роз'їзді, одна з них розібрана.